# Daniel Zovatto
Daniel Zovatto (28 de juny de 1991) és un actor de cinema i televisió americà d'origen costa-riqueny. De 2012 ençà, ha aparegut en pel·lícules de terror, Beneath (2013), It Follows (2014), and Don't Breathe (2016), així com en la comèdia romàntica Laggies (2014). Zovatto va debutar a la pantalla petita el 2014, com a convidat en un episodi d'Agents of S.H.I.E.L.D. Des de llavors ha interpretat personatges recurrents com Gideon LeMarchal a Revenge (2014) i Jack a Fear the Walking Dead (2016).

## Biografia
Daniel Zovatto Blanco va néixer a San José (Costa Rica), el 28 de juny de 1991, fill de Sylvia Blanco. Després de traslladar-se a la ciutat de Nova York, Zovatto va començar en el teatre i va format part del repartiment en un curtmetratge, The Return. Més tard es va traslladar a Los Angeles, on va debutar amb la pel·lícula de terror de 2013, Beneath, com a Johnny. El film independent, estrenat el 3 de maig de 2013, va ser dirigit per Larry Fessenden i va ser la primera en què Zovatto interpretava un paper principal. Aquell mateix any va interpretar Neils Hirsch a la pel·lícula dramàtica d'horror Innocence, amb Linus Roache i Stephanie March.
El 2014, Zovatto va debutar a la televisió a l'episodi de la primera temporada d'Agents of S.H.I.E.L.D., "Seeds". De maig a octubre de 2014, Zovatto va participar en tres episodis de la telenovel·la dramàtica d'ABC Revenge. El seu personatge, Gideon LeMarchal, surt amb Charlotte Grayson (Christa B. Allen) a la tercera i quarta temporada de la sèrie. El següent projecte cinematogràfic de Zovatto va ser la comèdia romàntica Laggies, en el paper de Junior, amb Chloë Grace Moretz, Keira Knightley i Mark Webber. Seguidament, va rebre el paper que el faria famós a la pel·lícula de terror sobrenatural de 2014, It Follows, com a Greg Hannigan. La pel·lícula va rebre l'aclamació de la crítica.
Zovatto va interpretar un paper protagonista a Don't Breathe, pel·lícula de terror dirigida per Fede Álvarez. En el paper de Money, la pel·lícula es va estrenar el 12 de març de 2016, al festival de cinema South by Southwest i va ser estrenada als cinemes dels EUA el 26 d'agost de 2016. Encara que la pel·lícula està ambientada a Detroit, es va rodar principalment a Hongria, amb només unes quantes de les vistes de Detroit gravades a Detroit. Des del 2016, Zovatto ha tingut un paper recurrent en la sèrie dramàtica d'horror d'AMC Fear the Walking Dead, durant la segona temporada. Malgrat que no apareix al primer episodi de la segona temporada, "Monster", se sent Jack (Zovatto) parlant amb Alicia Clark (Alycia Debnam-Carey), després que aquesta última li contesta el socors de la ràdio. Els personatges de Debnam-Carey i Zovatto comparteixen un romanç als següents capítols "Blood in the Streets" i "Captive", malgrat que Jack i còmplices seus han segrestat Clark i el seu padrastre.

## Filmografia
| Any  | Títol         | Paper         | Notes        |
| ---- | ------------- | ------------- | ------------ |
| 2012 | The Return    | Sebastian     | Curtmetratge |
| 2013 | Beneath       | Johnny        |              |
| 2013 | Innocence     | Neils Hirsch  |              |
| 2014 | Laggies       | Junior        |              |
| 2014 | It Follows    | Greg Hannigan |              |
| 2016 | Don't Breathe | Money         |              |
| 2017 | Lady Bird     | Jonah Ruiz    |              |
| 2017 | Newness       | Oren          |              |

| Any  | Títol                          | Paper               | Notes                                                             |
| ---- | ------------------------------ | ------------------- | ----------------------------------------------------------------- |
| 2014 | Agents of S.H.I.E.L.D.         | Seth Dormer         | Convidat; episodi: "Seeds"                                        |
| 2014 | Revenge                        | Gideon LeMarchal    | Recurrent; episodis: "Execution", "Renaissance", "Disclosure"     |
| 2016 | Fear the Walking Dead          | Jack Kipling        | Recurrent; episodes: "Monster", "Blood in the Streets", "Captive" |
| 2016 | The Deleted                    | Logan               | Recurrent                                                         |
| 2017 | Dimension 404                  | Zach                | Episodi: "Cinethrax"                                              |
| 2018 | Here and Now                   | Ramón               | Paper principal                                                   |
| 2019 | Penny Dreadful: City of Angels | Detectiu Tiago Vega | Paper principal                                                   |